# Colimacoris
Colimacoris is een geslacht van wantsen uit de familie van de Miridae (Blindwantsen). Het geslacht werd voor het eerst wetenschappelijk beschreven door Schaffner & Carvalho in 1985.

## Soorten
Het genus bevat de volgende soorten:

- Colimacoris joceliae Kim, Roca-Cusachs, Rider & Jung, 2021
- Colimacoris nicaraguensis Carvalho, 1992
- Colimacoris occidentalis Schaffner & Carvalho, 1985
- Colimacoris salvadorensis Carvalho, 1989